# Link: Eat, Love, Kill
Link: Eat, Love, Kill (링크: 먹고 사랑하라, 죽이게?, Ringkeu: Meokgo saranghara, jug-igeLR; lett. "Link: Mangia, ama, uccidi") è una serie televisiva sudcoreana trasmessa su tvN dal 6 giugno al 26 luglio 2022. In lingua italiana è disponibile su Disney+.

## Trama
Eun Gye-hoon e la sua sorella gemella riescono a sentire le emozioni l'uno dell'altra anche se sono distanti fisicamente, e chiamano questo fenomeno "link". Diciotto anni dopo la misteriosa scomparsa di sua sorella, in seguito alla quale Gye-hoon ha smesso di sentire il "link", il ragazzo inizia a percepire le emozioni di Noh Da-hyun, la sua nuova collega al ristorante dove lavora.

## Personaggi e interpreti
- Eun Gye-hoon, interpretato da Yeo Jin-goo
- Noh Da-hyun, interpretata da Moon Ga-young